# Cậu bé Artemis Fowl
Cậu bé Artemis Fowl (tựa gốc Tiếng Anh: Artemis Fowl) là một bộ phim phiêu lưu hành động khoa học viễn tưởng của Hoa Kỳ năm 2020 dựa trên cuốn tiểu thuyết cùng tên của tác giả người Ireland Eoin Colfer. Tác phẩm được Kenneth Branagh chỉ đạo diễn xuất từ nguồn kịch bản do Conor McPherson và Hamish McColl đồng sáng tác với sự tham gia diễn xuất của Ferdia Shaw, Lara McDonnell, Josh Gad, Tamara Smart, Nonso Anozie, Colin Farrell và Judi Dench. Phim xoay quanh một tương lai giả định với những sinh vật kỳ bí. Sau khi người cha đột nhiên mất tích trong phi vụ tuyệt mật, vốn xuất thân từ gia tộc khét tiếng, cậu bé sở hữu trí thông minh siêu đẳng Artemis Fowl Đệ Nhị lập tức lên đường xâm nhập thế giới kỳ ảo của các nền văn minh khác để giải cứu cha mình. Thực chất Artemis Fowl Đệ Nhất bị bắt cóc bởi một bà tiên già đang tìm cách đòi lại món đồ mà gia đình Fowl đã đánh cắp.
Dự định ban đầu công ty sản xuất Miramax sẽ cho ra mắt dưới dạng nhượng quyền thương mại vào năm 2001, kể từ đó bộ phim đã mòn mỏi trượt dài trong quá trình phát triển suốt gần hai thập kỷ khi qua tay hàng loạt biên kịch và đạo diễn cho đến khi Walt Disney Pictures hồi sinh dự án vào năm 2013. Hai năm sau Branagh gia nhập đoàn làm phim và mãi đến năm 2018 quá trình ghi hình mới chính thức bắt đầu.
Theo kế hoạch, Artemis Fowl sẽ ra rạp năm 2019 nhưng bị trì hoãn và cuối cùng buộc phải hủy bỏ bất đắc dĩ do sự bùng nổ mất kiểm soát của đại dịch COVID-19. Thay vào đó, bộ phim được phát hành theo hình thức kỹ thuật số độc quyền toàn cầu trên Disney+ vào ngày 12 tháng 6 năm 2020. Chưa dừng lại, tác phẩm tiếp tục nhận về đánh giá tiêu cực từ các nhà phê bình lẫn khán giả. Tựu chung loạt chỉ trích đa số nhắm vào cốt truyện, lời thoại, nhân vật, hiệu ứng hình ảnh và những thay đổi so với tài liệu gốc của phim.

## Cốt truyện
Trên bờ biển Ireland, một cơn sốt truyền thông ập đến trang viên Fowl, nơi bộ sưu tập di vật nổi tiếng thế giới bị đánh cắp có liên quan đến doanh nhân giàu có Artemis Fowl. Khi bị tình báo Anh thẩm vấn, Mulch Diggums – một kẻ được cho là đồng phạm trong vụ cướp tuyên bố chủ nhân của hắn đã lấy được vũ khí "Aculos" vô cùng mạnh mẽ và huyền bí. Để chứng minh sự tồn tại của ma thuật, Diggums bắt đầu tường thuật câu chuyện về Artemis Fowl, Jr.
Vài ngày trước, vạn sự vẫn bình an, thiên tài mười hai tuổi Artemis cùng với người cha Artemis Sr góa bụa sống yên bình tại thái ấp của dòng tộc Fowl. Ông dạy cho cậu vô vàn thứ, nào là Quỷ lùn, Thần báo tử rồi đến các Tinh Linh và Yêu tinh... Cho đến một ngày, khi bị đánh thức bất chợt bởi tiếng ồn phát ra từ tầng dưới, Artemis xuống phòng ăn thì tình cờ phát hiện bản tin thời sự thông báo cha cậu bị phát lệnh truy nã vì tội trộm cắp cổ vật vô giá được tìm thấy trên chiếc du thuyền riêng bỏ trống của ông ấy. Một cuộc gọi vô danh ập đến, kẻ đội mũ trùm đầu báo cha cậu đang bị bắt giữ làm con tin, hắn cho thời hạn ba ngày để trả lại Aculos, thứ đã bị Artemis Sr. đánh cắp và cất giấu ở một nơi nào đó. Chàng vệ sĩ Domovoi "Dom" Butler của Artemis bất đắc dĩ phải tiết lộ cho cậu biết một thư viện bí mật đặt ngay dưới dinh thự, đây là nơi các thế hệ gia đình Fowl đã thu thập bằng chứng về sự tồn tại của những sinh vật huyền bí.
Sâu dưới lòng đất bên trong lõi Trái Đất là nơi tọa lạc Thành phố Haven – khu vực sinh sống của tộc tiên với một nền văn minh phát triển rực rỡ. Cũng tại đây tên trộm lùn ngoại cỡ Mulch đã chạm trán với sĩ quan Holly Short của Lực Lượng Cảnh Sát Thế Giới Ngầm (LEPrecon) khi anh bị bắt vào tù. Giữa tin đồn như vũ bão về Aculos, chỉ huy Julius Root vội vã cử LEPrecon đi tìm thứ tài nguyên vô song với quyền năng dịch chuyển tức thời qua các thế giới trong vũ trụ về, nó là nguồn năng lượng dồi dào đã cung cấp ánh sáng cho tộc tiên suốt bao đời nay. Trở lại trang viên Fowl, cô cháu gái Juliet của Dom đến thăm Artemis. Mặt khác, cậu bé không thể tìm thấy khối Aculos ở bất cứ đâu nhưng tin chắc rằng các nàng tiên có thể giúp. Lục tìm thông tin trong thư viện, Artemis biết được các Tinh linh thường định kỳ ghé thăm những cây sồi trên đồi Tara, đây chính là mục tiêu cần nhắm đến. Quay về thế giới lòng đất, Foaly – một thiên tài công nghệ nhân mã của lực lượng phát hiện ra sinh vật trái phép đã lên bề mặt. Holly được cử đi điều tra khi tất cả đoàn quân khác đã tất bật với nhiệm vụ lùng sục Aculos. Trên thực tế chính cha cô – Beechwood Short, mới là người đánh cắp khối năng lượng và phải bỏ mạng, vụ việc này khiến cả bộ lộc lâm vào tình trạng nguy hiểm. Tại vùng Martina Franca của Ý, Holly nhanh chóng can thiệp vào cuộc làm loạn của một con chằn tinh khổng lồ ngay giữa tiệc cưới con người. Dùng tuyệt chiêu "đóng băng thời gian", LEPrecon đã khuất phục lũ quỷ và xóa hết toàn bộ ký ức những ai đã chứng kiến sự việc.
Từ cuốn nhật ký cũ, Artemis phát hiện ra Beechwood đã mang Aculos đến cho cha mình nhằm giữ nó an toàn khỏi nhân vật trùm đầu. Kẻ này không ai khác chính là Opal Koboi, lãnh chúa Tinh linh quyền năng nhất và từng là nhà độc tài tàn nhẫn của Thành phố Haven, hắn đang lên kế hoạch tiêu diệt loài người và kiến lập luật lệ lên tất cả thế giới khác. Với hy vọng đi tìm bằng chứng về cha mình, Holly bất chấp cãi lại mệnh lệnh và bay thẳng đến đồi Tara, tại đây cô tìm thấy thẻ nhận dạng đề tên Beechwood trước khi bị Dom bắn hạ theo mệnh lệnh từ Artemis và cuối cùng bị tống giam bên trong trang viên.
Root cùng đội quân hùng hậu đã nhanh chóng phong tỏa căn biệt thự của gia đình Fowl trong lúc thời gian ngưng đọng, nhưng cuối cùng lại bị Dom vô hiệu hóa máy đóng băng bằng thiết bị của Holly. Hai bên đồng ý thương lượng, Artemis yêu cầu giao nộp Aculos để đổi lấy Holly, đồng thời cấm các Tinh linh vào nhà khi cậu còn sống. Đáp lại yêu cầu, động thái tiếp theo của chỉ huy Root là triệu tập Mulch Diggums, bà đề nghị giảm án tù để gã giúp thâm nhập vào dinh thự Fowl. Mulch đào hầm và tìm thấy Aculos sau khi mở khóa thành công két sắt của cha Artemis, trong khi đó cậu bé 12 tuổi giải thoát cho Holly và nhờ cô giúp đỡ. Chuyện vẫn chưa dừng lại, nội các tộc tiên đang chứa một con rắn độc làm tai mắt cho Koboi, đó chính là trung úy Briar Cudgeon. Lợi dụng vị trí trong hội đồng tiên, hắn tước đoạt quyền chỉ huy của Root và ra lệnh thả con chằn tinh đang điên tiết vào căn nhà làm nhiễu tất cả phép thuật bên trong.
Mulch vội bảo vệ khối Aculos bằng cách nuốt chửng nó vào bụng. Cuộc giao tranh căng thẳng diễn ra cho đến phút cuối, Artemis chộp lấy vũ khí năng lượng để giáng một đòn chí tử vào con chằn tinh đang bị kẹt chân trong chiếc đèn chùm. Tuy nhiên khi thấy trần nhà chỗ đế đèn sắp sụp đổ, Dom vội đẩy Artemis ra trước khi con quỷ rơi xuống ngay vị trí cậu đang đứng. Một khoảng lặng bao trùm lấy mọi thứ, trong khi chàng trai trẻ Artemis tuyệt vọng cầu xin cứu vị quản gia, Holly lại không thể làm được gì vì phép thuật của cô đã bị chặn từ bên ngoài. Đội trưởng Chix Verbil trong lực lượng thỉnh cầu Cudgeon hãy khôi phục tinh lực cho Short, hắn từ chối vì đây chẳng qua vẫn là đứa con của kẻ phản bội. Thế nhưng khi một Tinh linh trong lực lượng vô vang Holly vẫn là thành viên của đoàn, Verbil quyết định chống lại mệnh lệnh, hủy vòng chặn để Short có thể dùng phép thần diệu hồi sinh Dom.
Do lực nén đóng băng, vòng tuần hoàn không gian bắt đầu sụp đổ, Mulch và quân đội LEPrecon vội vã chạy thoát khỏi dinh thự nhà Fowl. Với Aculos, Artemis từ chối giao nó cho Koboi, Holly đồng ý sử dụng quả cầu năng lượng để giải cứu cha cậu bé. Khi Koboi cố gắng giết con tin, nàng tiên trẻ triệu hồi anh về căn nhà. Tại đây, Artemis Sr. nói với Holly rằng chính Beechwood đã hy sinh mạng sống của mình để bảo vệ Aculos chứ không hề đánh cắp bảo bối như lời đồn, rồi anh đưa cho cô danh sách đồng bọn của kẻ khuất mặt. Mọi thứ dần trở lại bình thường, Aculos về lại với Thành phố Haven, vị chỉ huy Root được khôi phục chức vụ, bà chỉ đạo Holly đi điều tra từng cái tên của những kẻ nguy hiểm. Artemis gọi cho Koboi và hứa rằng sau khi tiêu diệt đồng bọn, cậu sẽ truy lùng ra hắn và khôi phục lại sự cân bằng của vũ trụ.
Người thẩm vấn Mulch đề nghị trả tự do cho anh để đổi lấy sự giúp đỡ trong việc bắt giữ Artemis Sr., nhưng Mulch tiết lộ rằng chính Artemis là kẻ đứng đằng sau sắp xếp vụ bắt giữ để anh chứng minh vụ việc với chính quyền, đồng thời xác nhận sự tồn tại của ma thuật trên ống kính máy quay. Khi gã phạm nhân để lộ đôi tai nhọn của người lùn, nhân vật thẩm vấn liền kêu gọi lính canh hỗ trợ khẩn cấp trong khi chiếc trực thăng của Fowls giải cứu Mulch. Những thước phim cuối lướt qua cảnh họ cùng với Holly đi thực hiện nhiệm vụ tiếp theo là săn lùng các cộng sự của Koboi.

## Diễn viên
- Ferdia Shaw trong vai Artemis Fowl Đệ Nhị, một thiên tài tội phạm 12 tuổi với trí thông minh vô cùng cao.
- Lara McDonnell trong vai Holly Short, một sĩ quan trinh sát 84 tuổi của tộc người tiên thuộc Lực Lượng Cảnh Sát Thế Giới Ngầm (Lower Elements Police / LEP), cô là đối tượng để Artemis bắt cóc đòi "vàng" chuộc.
- Josh Gad trong vai Mulch Diggums, một quý ông trộm cắp phi phàm và là người lùn khổng lồ bị cầm tù đồng ý làm việc cho LEP.
- Tamara Smart trong vai Juliet Butler, cháu gái 12 tuổi kiêm học trò cưng của Domovoi, đồng thời là bạn thân nhất của Artemis.
- Nonso Anozie trong vai Domovoi "Dom" Butler, người hầu và cận vệ đáng tin cậy của Artemis, gia đình anh đã phục vụ dòng tộc Fowl qua nhiều thế hệ.
- Colin Farrell trong vai Artemis Fowl Đệ Nhất, cha của Artemis, ông mất tích khi thực hiện phi vụ tuyệt mật với các thế lực ngoài vũ trụ.
- Judi Dench trong vai Chỉ Huy Julius Root, vị chỉ huy lực lượng cảnh sát 802 tuổi của tộc người tiên.
- Nikesh Patel trong vai Foaly, một nhân mã và là cố vấn kỹ thuật của bộ phận trinh sát LEPrecon.
- Joshua McGuire trong vai Briar Cudgeon, một trung úy thèm khát quyền lực trong LEP.
- Chi-Lin Nim trong vai Trouble Kelp, đội trưởng của LEP.
- Lewy Xing trong vai Grub Kelp, hạ sĩ của LEP.
- Adrian Scarborough trong vai Thủ Lĩnh Yêu Tinh
- Vincenzo Nicoli trong vai Trung Sĩ Yêu Tinh
- Conor MacNeill trong vai Trung Uý Yêu Tinh
- Adam Basil và Taylor James trong vai Chằn Tinh
- William Moseley trong vai Người Đàn Ông Ý

Nội dung đoạn quảng cáo và phiên bản chính thức có sự khác nhau vì một số tình tiết đã bị lược bỏ khi sản xuất. Trong cảnh không được lên sóng, Miranda Raison hóa thân thành Angeline Fowl, bà mẹ quá cố của Artemis và Laurence Kinlan đảm nhận nhân vật Beachwood Short, người cha đã qua đời của Holly và là cựu thành viên thuộc LEP. Ngoài ra, Hồng Châu vốn được ấn định vào vai nàng tiên già Opal Koboi sống tại Thành phố Hồ Chí Minh. Artemis và Butler sau đó đã chuốc độc cô để đổi lấy thông tin về người cha. Thế nhưng cuối cùng toàn bộ phân đoạn này đã bị xóa và tên nữ minh tinh cũng không xuất hiện trong danh sách đội ngũ nhân sự của tác phẩm. Koboi sau đó được giao lại cho ba diễn viên đóng thế Emily Brockmann, Jessica Rhodes và Charlie Cameron, đây được xem là "nhân vật phản diện tăm tối" bị che mặt với giọng do Châu lồng tiếng.

## Sản xuất

### Phát triển
Miramax Films (thuộc sở hữu của The Walt Disney Company vào thời điểm đó) đã mua bản quyền phim cùng với công ty Tribeca Productions trong năm 2000, thương vụ này diễn ra trước khi cuốn tiểu thuyết ra mắt độc giả. Kế hoạch thực hiện phiên bản chuyển thể điện ảnh từ bộ truyện được công bố lần đầu tiên vào năm 2001, cùng với Lawrence Guterman ký hợp đồng đạo diễn, Jeff Stockwell viết kịch bản, Robert De Niro và Jane Rosenthal sẽ là nhà sản xuất. Năm 2003, Eoin Colfer tuyên bố với báo chí phần nội dung đã được hoàn thiện và quá trình tuyển diễn viên sẽ bắt đầu cùng năm nhưng bày tỏ sự hoài nghi về việc liệu điều này có thành hiện thực hay không. Dự án vẫn rơi vào bế tắc trong quá trình phát triển, một phần là do tranh chấp về quyền giữa Công ty Walt Disney với Harvey và Bob Weinstein, hai nhân vật tuyên bố rời khỏi Miramax. Trong thời gian này, Jim Sheridan cùng hai cô con gái của ông là Naomi Sheridan và Colfer đã đồng viết một kịch bản không được ủy quyền, không lâu sau giới truyền thông đưa tin vào năm 2011, Jim Sheridan đang đàm phán vai trò đạo diễn và đã gặp Saoirse Ronan để mời cô bàn luận tham gia đóng vai chính trong bộ phim.
Đến tháng 7 năm 2013, Walt Disney Pictures ra thông cáo báo chí sẽ sản xuất Artemis Fowl cùng với The Weinstein Company, câu chuyện thuật lại các sự kiện diễn ra trong hai cuốn tiểu thuyết đầu của nguyên tác, phần văn bản tình tiết sẽ do Michael Goldenberg đảm nhận.
Vào ngày 1 tháng 9 năm 2015, tạp chí Variety đưa tin Kenneth Branagh được thuê để chỉ đạo diễn xuất cho dự án của Disney, nhà biên kịch người Ireland Conor McPherson sẽ viết cốt truyện, Harvey Weinstein, Judy Hofflund và Branagh chịu trách nhiệm sản xuất. Hai năm sau, Disney ra thông báo tác phẩm chuyển thể đã lên kế hoạch phát hành vào ngày 9 tháng 8 năm 2019. Tuy nhiên trong tháng 9, gã khổng lồ ngành công nghiệp phim ảnh ngay lập tức sa thải Weinstein ra khỏi vị trí nhà sản xuất và chấm dứt hợp tác với công ty The Weinstein Company sau khi hành vi quấy rối tình dục chấn động của ông bị truyền thông phanh phui.

### Tuyển vai
Công đoạn lựa chọn nhân sự chủ chốt bắt đầu diễn ra vào ngày 18 tháng 9 năm 2017, thời điểm này được biết nữ diễn viên gạo cội Judi Dench đang đàm phán cho một vai còn bỏ ngỏ. Đến ngày 20 tháng 12, nam diễn viên nhí người Ireland và là cháu trai của Robert Shaw - Ferdia Shaw, đã được chọn vào vai cậu bé Artemis Fowl Đệ Nhị, Dench hóa thân thành Chỉ Huy Root, Josh Gad đảm nhận nhân vật Mulch Diggums, Lara McDonnell sẽ là Đội Trưởng Holly Short và Nonso Anozie đóng vai trò là vị quản gia của dòng tộc Fowl.

Một phân đoạn xuất hiện trong cảnh bị cắt, đây là tạo hình ban đầu của Opal Koboi do Hồng Châu thủ vai trước khi bị đổi sang kẻ phản diện che mặt.

Ngày 12 tháng 3 năm 2018, truyền thông đưa tin Hồng Châu sẽ góp mặt vào dự án trong một vai chưa được công bố. Mãi đến cuối năm thì thông tin mới được tiết lộ cô sẽ hóa thân thành nhân vật Opal Koboi qua đoạn quảng cáo ngắn đăng trên Youtube. Tuy nhiên khi bộ phim ra mắt, toàn bộ phân cảnh có mặt nữ tài tử đã bị cắt (phiên bản chiếu trên Disney+ vẫn được giữ nguyên). Trong một buổi phỏng vấn, Châu chia sẻ cảm nghĩ: "Thực sự thì tôi không xuất hiện trong Artemis Fowl. Tôi nhận được lá thư tử tế từ Kenneth Branagh thông báo câu chuyện bị thay đổi khá nhiều, vậy nên họ phải cắt phần tôi đã quay. Cũng không sao vì đây chỉ là một vai nhỏ, và tôi đã có khoảng thời gian vui vẻ. Tôi sẽ lại làm việc cho Branagh trong tích tắc thôi. Vì nhiều lý do mà tôi vẫn còn trong đoạn trailer. Đạo diễn thường không liên quan gì đến khâu sản xuất trailer cả. Hầu hết mọi người không biết điều đó." Colin Farrell sau đó gia nhập vào danh sách dàn diễn viên với vai Artemis Fowl Đệ Nhất trong quá trình quay lại, sự xuất hiện của anh đã được tiết lộ qua đoạn quảng cáo thứ hai phát hành vào tháng 3 năm 2020.
Việc chọn Short qua màn thể hiện của McDonnell đã dẫn đến cáo buộc tẩy trắng, do nhân vật trong bộ sách được mô tả là sở hữu nước da màu nâu hạt dẻ sẫm giống màu cà phê. Tương tự, vai diễn Butler của tài tử da màu Nonso Anozie cũng bị chỉ trích không kém, nguyên tác đã truyền thông rõ anh thuộc chủng tộc Á-Âu có thể được xem là lai giữa người Nhật và Nga, ngoại hình sẽ khiến bất kỳ ai chạm mặt cũng phải khiếp sợ, kết hợp với tình tiết cơ bản về tổ tiên Butler đã phục vụ gia đình Fowl trong nhiều thế kỷ. Tuy nhiên khi lên màn ảnh nhân vật này lại bị tác họa theo một số khuôn mẫu định kiến về người Mỹ gốc Phi và dân Phi Châu, đặc biệt rất dễ khiến người ta liên tưởng đến "gã da đen đáng sợ" hoặc "đầy tớ bẩn thỉu".
Vị tác giả Eoin Colfer của loạt truyện gốc cũng tham gia dự án với vai khách mời quần chúng. Phân cảnh của ông được quay ở Bắc Ireland, Colfer cho biết: "Tôi đi ngang qua một cánh đồng với nhiều người. Điều đó không quá khó khăn, mặc dù tôi đã làm sai vài lần. Hướng dẫn duy nhất mà họ đưa ra là: 'Đi bộ qua cánh đồng và không nhìn vào máy ảnh.' Chắc hẳn tôi đã nhìn vào máy quay khoảng 20 lần. Tôi có một sự tôn trọng mới dành cho các diễn viên."

### Quay phim
Quá trình quay phim chính thức bắt đầu vào ngày 12 tháng 3 năm 2018 diễn ra tại Cộng hòa Ireland, Bắc Ireland, Vương Quốc Anh, Scotland, Ý và Việt Nam. Trang viên Fowl dựng tại cơ sở sản xuất Longcross Studios ở Surrey cách trung tâm Luân Đôn khoảng 25 dặm (40 km) về phía Tây, nơi đây ban đầu được thiết kế để phục vụ cho việc sản xuất các phần tiếp theo nhưng đã bị phá bỏ vào tháng 5 năm 2020. Nhiều thay đổi cũng được thông qua so với tài liệu nguồn, vị tác giả Colfer tuyên bố ông ủng hộ sự khác biệt này.

## Âm nhạc
Artemis Fowl (Original Soundtrack) là album nhạc nền của bộ phim cùng tên năm 2020 do nhà soạn nhạc từng nhận đề cử giải Oscar Patrick Doyle sáng tác. Bản nhạc bao gồm 28 ca khúc được phát hành ngay thời điểm ra mắt phiên bản điện ảnh bởi hãng Walt Disney Records.

### Phát triển
Đây là dự án đánh dấu lần hợp tác thứ 14 của Branagh và Patrick Doyle. Soundtrack được hòa âm phối khí cùng Dàn Nhạc Giao Hưởng Quốc Qia RTÉ và Dàn Hợp Xướng RTÉ Philharmonic có trụ sở tại Ireland, do James Shearman chỉ huy với phần thu âm diễn ra tại Air Studios ở Luân Đôn. Nghệ sĩ vĩ cầm Zoë Conway từng thực hiện phần âm nhạc trong phim cho biết: "Khi tôi ở đó, nhà soạn nhạc người Scotland Patrick Doyle đã tạo nên một bản nhạc rất hay để tôi chơi cho khúc dạo đầu - nó thật kỳ diệu."

### Đánh giá
Mặc dù bộ phim không được đánh giá cao nhưng bản nhạc do Doyle sáng tác đã nhận về nhiều lời khen hơn từ giới chuyên môn. Theo nhà phê bình Jonathan Broxton, soundtrack "có một vài điểm nhấn nhỏ và khởi sắc mà chúng ta đã thấy ở tác phẩm của Doyle trong nhiều thập kỷ, ở nó chứa tất cả chủ nghĩa trí tuệ đa chủ đề mà ông ấy luôn mang đến cho các bản nhạc của mình, nhưng chắc chắn đây là một tác phẩm đương đại, với tất cả hàm ý mà mô tả mang lại. Các chủ đề chính rất đáng yêu, đặc biệt là  Father and Son và Domovoi. Những ảnh hưởng của Ireland được xử lý khéo léo và phần lớn nhạc hành động rất tuyệt vời. Tuy nhiên, chính các yếu tố điện tử và tổng hợp sẽ có khả năng thành công hoặc thất bại: những người theo chủ nghĩa truyền thống Doyle có thể xem chúng là quá bừa bãi và không hề giống Doyle, trong khi những kẻ trước đó cho rằng tác phẩm dành cho dàn nhạc thuần túy của ông quá lỗi thời nay lại thấy đây là thứ khiến họ cuối cùng cũng kết nối với âm nhạc chính chủ. Dù bằng cách nào đi nữa, Artemis Fowl chắc chắn vẫn là một điểm đáng để khám phá, vì nó có nhiều khả năng được đón nhận và ghi nhớ lâu hơn hẳn so với chính bộ phim." Cây bút Anton Smit đến từ Soundtrack World ca ngợi khả năng của Doyle trong việc tạo ra "những giai điệu, trình tự và chủ đề đẹp đẽ, có thể nghe thấy trong phần nhạc nền" và cho biết "Album này không đứng đầu danh sách các bản nhạc Patrick Doyle của tôi, nhưng nó vẫn là một soundtrack tuyệt vời đáng để khám phá."

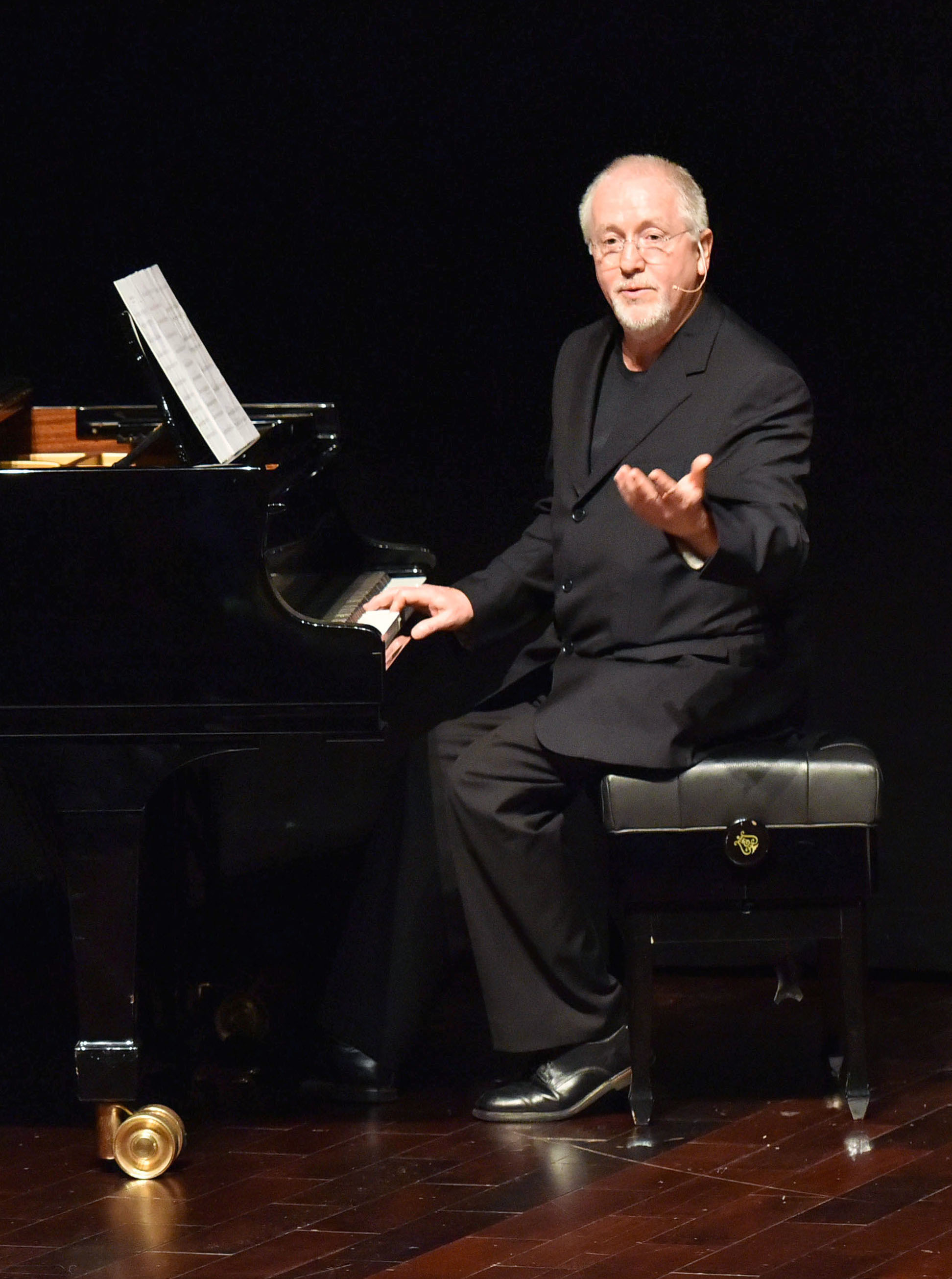
Âm thanh do nhà soạn nhạc Patrick Doyle sáng tác được xem là điểm sáng hiếm hoi của bộ phim.

Nhà phê bình James Southall tác nghiệp cho Movie Wave đã viết: "Những điểm nổi bật của Artemis Fowl mạnh đến mức chúng tôi có thể tha thứ cho việc album bị chùng xuống ở giữa. Tôi không chắc đây thực sự là nơi để Doyle thể hiện tốt nhất một cách tự nhiên - mọi người thường nói hầu hết điểm nổi bật là khi ông đẩy khía cạnh cảm xúc của sự việc - nhưng ông ấy thừa khả năng xử lý thể loại phim này. Sự hợp tác [trước đó] giữa Doyle và Kenneth Branagh đã tạo ra những bản nhạc hay đến mức tôi nghi ngờ đoạn âm thanh này sẽ đạt thứ hạng cao trong danh sách của bất kỳ ai, nhưng điều đó phản ánh mức độ tốt của hầu hết chúng hơn là có quá nhiều sai sót với cái này." Trang Filmtracks.com nhận định: "Artemis Fowl là một bản nhạc dễ mến với một vài khoảnh khắc khó chịu. Sự phong phú của các phần giả tưởng và gần gũi từ những đoạn trữ tình mang đến vô số điểm nổi bật cho những người đam mê Doyle. Thực tế, mỗi lần nghe lại có nhiều điều thú vị hơn. Nhưng toàn bộ phong cách và chủ đề khác nhau đơn giản là không hoạt động như một bản trình diễn gắn kết. Doyle đôi khi có thói quen viết một vài bài quan trọng và những điểm đặc sắc đáng nhớ, còn không thì là các bản nhạc vừa phải dễ chịu, và Artemis Fowl nô đùa tựa như phiên bản của thói quen đó nhưng mạnh mẽ hơn, có nhiều điểm nổi bật và rất đáng để bạn dành thời gian nhưng nhìn chung bản nhạc vẫn gặp vấn đề về tính đồng nhất. Bất chấp hy vọng của Disney rằng khái niệm này sẽ mở rộng sang nhượng quyền thương mại phim, Doyle hoàn toàn không mang lại điều gì đáng nhớ cho khán giả nói chung để hồi tưởng lại ở các bộ phim trong tương lai. Ta có thể lập luận việc sa lầy trong địa ngục phát triển đã chiếm giữ bộ phim này suốt khoảng thời gian dài là căn nguyên một phần cho kiểu tiếp cận "âm nhạc trong từng khoảnh khắc" của Doyle, và điều đó là công bằng."
Ngoài ra, Donagh Broderick của tạp chí The Heights nhấn mạnh: "Soundtrack trong Artemis Fowl cũng giúp nâng tầm bộ phim. Bản nhạc ngoạn mục của Patrick Doyle đã biến âm nhạc truyền thống Ireland thành sự phô trương hiện đại." Mặc dù chỉ trích bộ phim, Emmet Asher-Perrin của Tor.com cho biết "âm nhạc vẫn cố gắng thuyết phục bạn rằng những sự kiện đang chứng kiến là một thứ gì đó thực sự hoành tráng". Tuy nhiên, trang tin The Cinema Spot lại chỉ trích tác phẩm của Doyle "gây mất tập trung" và nói rằng "âm nhạc không phù hợp với giai điệu cho lắm".

### Danh sách
| STT              | Nhan đề               | Thời lượng |
| ---------------- | --------------------- | ---------- |
| 1.               | "Father and Son"      | 3:44       |
| 2.               | "Talented Tunneller"  | 2:45       |
| 3.               | "Surfing"             | 1:37       |
| 4.               | "Therapy"             | 1:43       |
| 5.               | "Time to Believe"     | 2:26       |
| 6.               | "Haven City"          | 1:58       |
| 7.               | "Commander Root"      | 1:28       |
| 8.               | "You're Not Going"    | 1:36       |
| 9.               | "Do Not Engage"       | 1:34       |
| 10.              | "To the Surface"      | 2:24       |
| 11.              | "Containment"         | 2:03       |
| 12.              | "Full Scale Recovery" | 1:41       |
| 13.              | "Battle Stations"     | 3:39       |
| 14.              | "Fairy Fight"         | 1:03       |
| 15.              | "Negotiation"         | 1:07       |
| 16.              | "The Artist"          | 1:08       |
| 17.              | "We Meet Again"       | 1:38       |
| 18.              | "Beechwood Short"     | 1:01       |
| 19.              | "The Aculos"          | 2:08       |
| 20.              | "New Recruit"         | 1:54       |
| 21.              | "Troll Fight"         | 2:21       |
| 22.              | "The Fatal Blow"      | 2:08       |
| 23.              | "Collapse"            | 2:28       |
| 24.              | "Fairy Dust"          | 1:45       |
| 25.              | "Bring Him Back"      | 2:12       |
| 26.              | "A Dear Friend"       | 2:58       |
| 27.              | "Worth Fighting For"  | 2:36       |
| 28.              | "That's My Ride"      | 2:54       |
| Tổng thời lượng: | Tổng thời lượng:      | 57:59      |

### Bổ sung
Các bài hát ngoài album xuất hiện trong phim bao gồm: "I Want to Know What Love Is" của Foreigner và "O mio babbino caro" do hai nhà soạn nhạc huyền thoại Giacomo Puccini và Giovacchino Forzano sáng tác được trình diễn bởi Angela Gheorghiu. Ngoài ra còn có "Decks Dark" của Radiohead làm nhạc phim cho đoạn giới thiệu phát hành vào tháng 11 năm 2018 và không được dùng trong phim.

### Nhân sự
Phỏng theo thông tin từ AllMusic.
| - Ashley Andrew-Jones – trợ lý kỹ sư - Laurence Anslow – thu âm - Richard Armstrong – biên tập - Zoë Conway – chơi đàn - Abigail Doyle – giọng hát - Patrick Doyle – soạn nhạc, sản xuất, piano | - Robyn McKay – còi - Maggie Rodford – sản xuất âm nhạc - James Shearman – nhạc trưởng - Nick Taylor – hòa âm, thu âm - Will Temlett – lập trình - Olly Thompson – trợ lý kỹ sư - Cécile de Tournesac – biên tập |

## Phát hành
Ban đầu, bộ phim được Walt Disney Studios Motion Pictures lên kế hoạch ra rạp vào ngày 9 tháng 8 năm 2019. Trước đó trong tháng 5, dự án bị dời lịch đến ngày 29 tháng 5 năm 2020. Tuy nhiên do ảnh hưởng của đại dịch COVID-19 đối với ngành điện ảnh, phương thức chiếu rạp phải hủy bỏ toàn cầu và sau đó đội ngũ phim quyết định ra mắt tác phẩm độc quyền trên Disney+ vào ngày 12 tháng 6 năm 2020. Tạp chí Vulture cho biết: "với cam kết liên tục của Disney trong việc mở rạp cho các bộ phim sự kiện kinh phí lớn của mình... không thể xem dự án ra mắt trên Disney+ của Artemis Fowl là bất cứ thứ gì khác ngoại trừ sự từ bỏ niềm tin." Tuy nhiên đến tháng 11 năm 2020, Variety đưa tin Artemis Fowl là tựa phim phát trực tiếp được xem nhiều thứ 18 trong năm 2020.

## Đón nhận

### Lượt xem
Theo thống kê từ ScreenEngine/ASI, tác phẩm lọt vào danh sách những bộ phim phát trực tuyến được xem nhiều nhất trong năm 2020, cán mốc ở vị trí thứ 18 tính đến quý cuối cùng năm.

### Chuyên môn
Với kỳ vọng từ Disney muốn mở rộng thương hiệu phim Artemis Fowl từ bộ truyện gốc vốn đã được công chúng đón nhận, thế nhưng khi chính thức phát hành, phiên bản điện ảnh lại nhận về hàng loạt những đánh giá tiêu cực cùng lời chỉ trích thiếu sự tôn trọng đến nguyên tác. Trên trang web tổng hợp đánh giá Rotten Tomatoes, tác phẩm chỉ đạt tỷ trọng phê duyệt 8% dựa trên 175 bài phê bình với điểm trung bình là 3.7/10. Nhìn chung các nhà chuyên môn đều đồng thuận ở nội dung: "Một thành phẩm khởi đầu nhượng quyền tự nhận sẽ làm giới hâm mộ của bộ truyện gốc tức giận và khiến những người mới đến phải bối rối, Artemis Fowl thật khó chịu." Trên Metacritic, dự án nhận phải điểm số dưới trung bình 31/100 dựa trên 33 nhà bình luận, cho thấy "các bài đánh giá nhìn chung không thuận lợi."

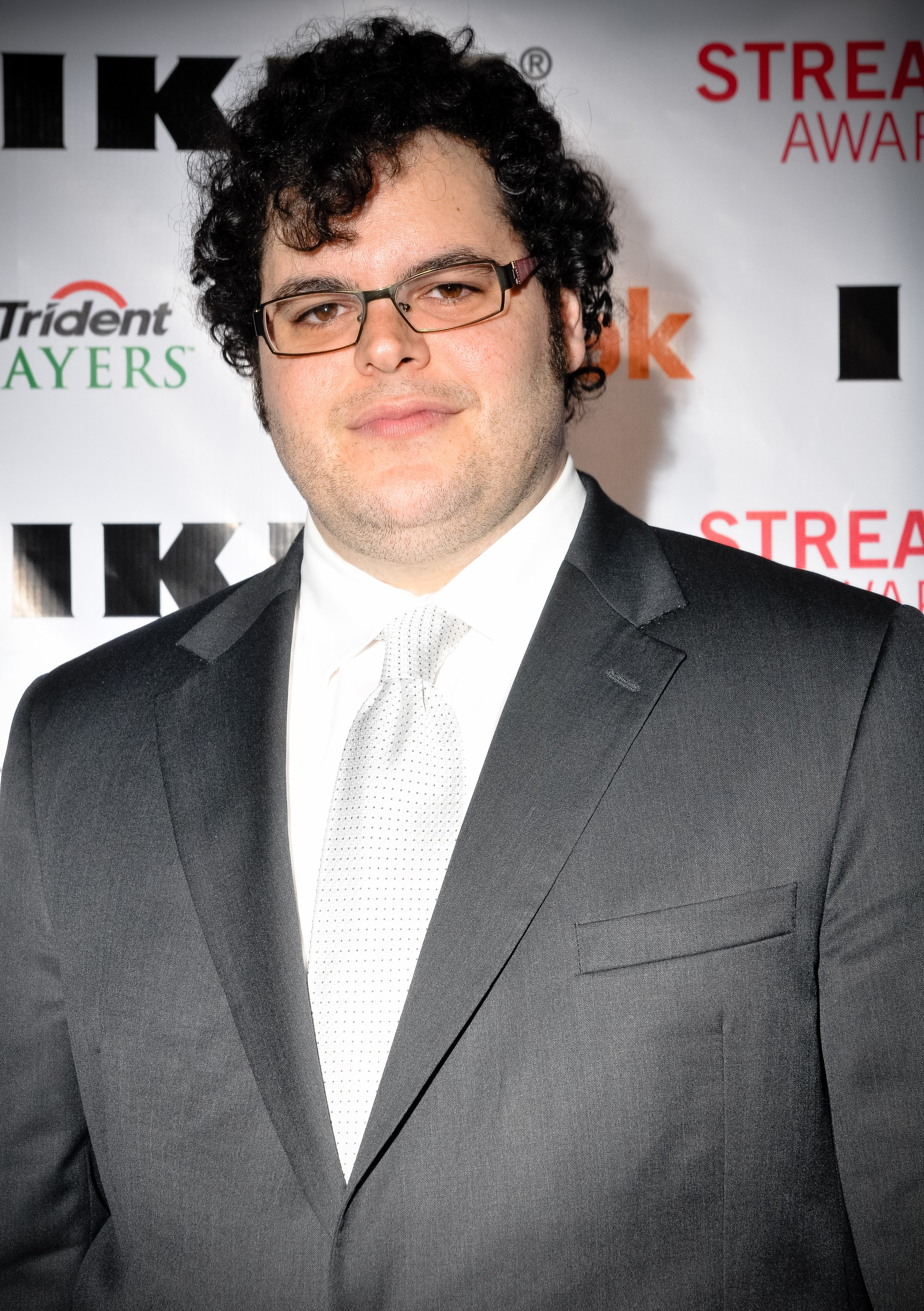
Bất chấp lời gièm pha áp đảo, màn trình diễn của Josh Gad vẫn được đánh giá cao.

Trang tin truyện tranh Comic Book Resources tổng kết lại việc các nhà phê bình nói chung "chỉ trích bộ phim vì không đủ tính giải trí và sự thể hiện kém." Cây bút Kate Erbland của IndieWire chấm điểm "D+" và lưu ý phim "thiếu một ngôi sao hiệu quả, hiệu ứng tốt, sự mạch lạc chung và bất kỳ cảm giác kỳ diệu thực sự nào... Trong truyện của Colfer, Artemis ban đầu là kẻ xấu học cách trở nên tốt hơn nhờ tương tác với loài tiên - họ có thật! - và lớn lên xuyên suốt quá trình. Phiên bản của Branagh hoàn toàn không hứng thú với kiểu xây dựng nhân vật này, thay vào đó biến Artemis trẻ tuổi thành một câu chuyện nền trong cuộc phiêu lưu của cậu ấy". Kate cũng cho biết nhân vật chính quá tử tế khiến khán giả khó tin đây là thiên tài tội phạm, còn bản thân diễn viên nhí Ferdia Shaw lại thiếu cả sức hút lẫn kỹ năng diễn xuất để gồng gánh toàn bộ tác phẩm. David Rooney đến từ The Hollywood Reporter phát biểu dự án "trở thành thứ nặng nề mệt mỏi, với quá ít lý do để đầu tư vào các nhân vật nhạt nhẽo giữa tất cả sự hỗn loạn." Peter Debruge của tờ Variety gọi phim là "dài khủng khiếp chỉ với 93 phút" và "hết sức kinh khủng." Scott Mendelssohn làm việc cho Forbes tự hỏi tác phẩm "thất bại ở mức cơ bản của việc 'Bộ phim này có thú vị không?... Tôi có muốn dành thêm thời gian với những nhân vật này không?'" và mô tả đây là "một trong những thước phim giả tưởng YA tệ nhất từng có." Robbie Collin tác nghiệp cho The Daily Telegraph chỉ chấm 1/5 sao và truyền thông: "Rất nhiều thứ xảy đến nhưng không có gì mở ra. Nó giống như xem đoạn giới thiệu dài tập cho một bộ phim không tồn tại." Barry Hertz viết cho tờ The Globe and Mail chỉ điểm 1.5/4 sao và nói rằng đó là "một mớ hỗn độn khó hiểu, lộn xộn, cẩu thả của những ý đồ xấu và màn thể hiện còn tồi tệ hơn." Peter Bradshaw của nhật báo The Guardian thì cho 2/5 sao và viết: "Hình ảnh và nhân vật nảy xung quanh giống như các khối trên màn hình chờ và chỉ có màn trình diễn của McDonnell và Gad là còn nghe bất kỳ tiếng xì xèo. Đây là thương hiệu YA tẻ nhạt theo công thức."

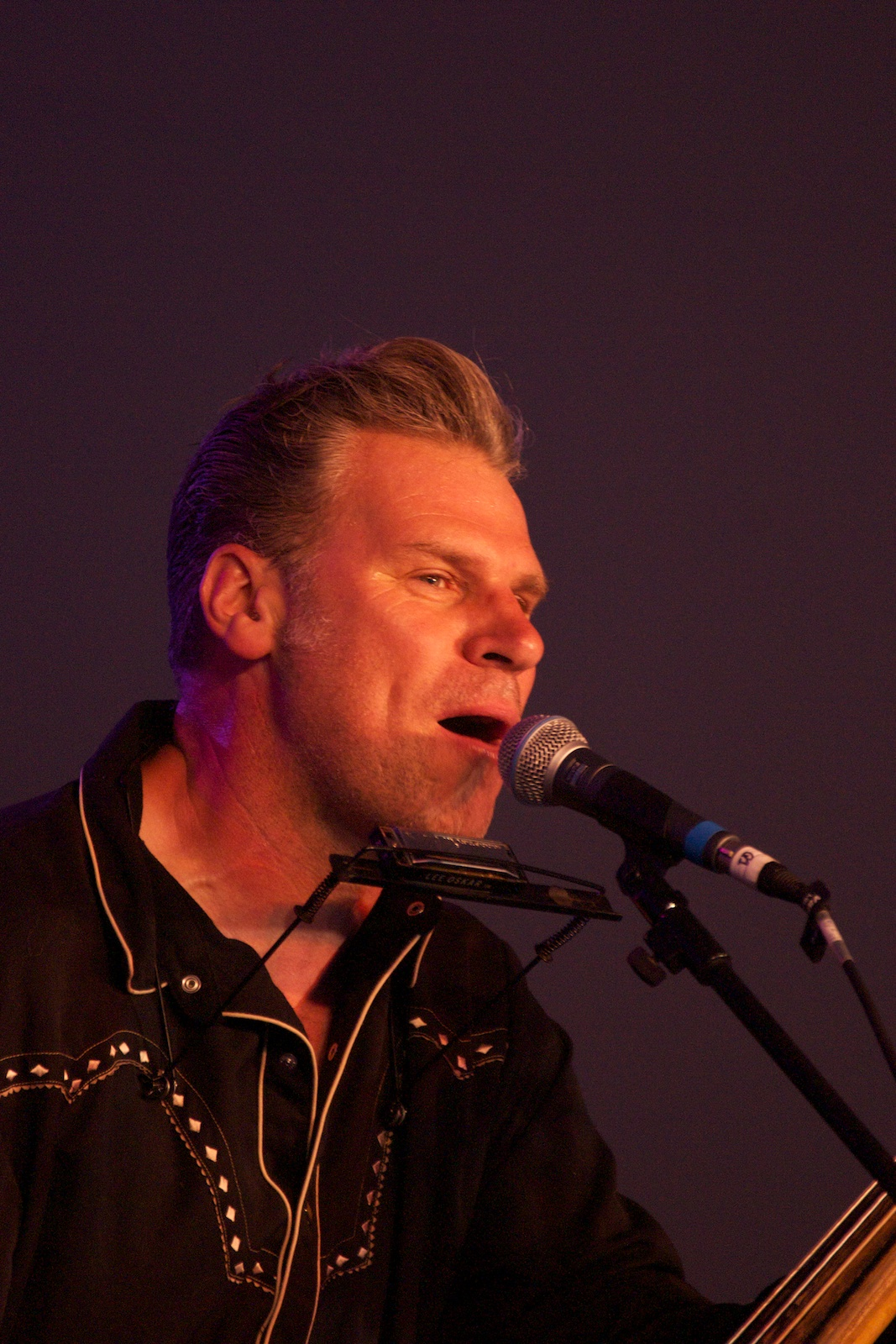
Mark Kermode là một trong số ít nhà phê bình có cái nhìn thiện cảm hơn với bộ phim.

Tuy nhiên về mặt khả quan, trên Chicago Sun-Times, nhà phê bình Richard Roeper vẫn đưa ra đánh giá tích cực với 3/4 sao, ông nhận định bộ phim "đã làm một công việc phi thường là nắm bắt được giai điệu phiêu lưu của người Ireland" cùng việc sở hữu "bộ sưu tập nhân vật đa dạng và thần kỳ." Cây bút Mark Kermode cho biết đây là: "Một cuộc dạo chơi vui nhộn, thoáng qua, khá mỏng manh... tuy không có chất cổ điển, nhưng hiệu quả nếu bạn xem nó là gì: một bộ phim giả tưởng siêu nhiên dài 95 phút". Brian Lowry đến từ trang tin nổi tiếng CNN tiếp tục cho ý kiến: "Artemis Fowl không phải là một tác phẩm tốt không đủ tiêu chuẩn, nhưng nó hoàn toàn phù hợp... Được chuyển thể từ những cuốn sách nổi tiếng, bộ phim bận rộn, sôi nổi này chạy đua để xây dựng thế giới quan lộng lẫy, và kết thúc với cảm giác như nó đang chuyển sang trạng thái "nhượng quyền thương mại" trước khi đặt chân vào điện ảnh." Về mặt diễn xuất, Josh Gad được đánh giá là một trong những diễn viên có màn hóa thân tốt nhất trên màn ảnh. Nhà chuyên môn Brian Truitt của USA Today nhìn nhận: "Đây là câu chuyện khá thú vị nhưng quen thuộc sẽ mang đến cho lứa tuổi trẻ em và thanh thiếu niên một sự thay đổi nhịp độ từ những bộ phim say sưa như High School Musical và Descendants vào mùa hè này. Tuy nhiên, Artemis Fowl thành công nhất khi giao cho nhân vật trụ cột của Frozen  là Josh Gad một vai diễn để anh dành hết tâm trí vào nó – hoặc trong trường hợp này, chiếc hàm to kỳ dị rất phù hợp để đào bới – đó không phải là người tuyết hoạt hình biết hát (ám chỉ đến nhân vật Olaf do Gad thủ vai trong Frozen)." Karen Han thuộc bộ phận phê bình của trang Polygon tuy không đánh giá cao tác phẩm, nhưng cô vẫn dành lời khen ngay tựa đề bài viết bằng câu: "Điều tuyệt vời nhất về Artemis Fowl là giọng Batman của Josh Gad" và cho rằng: "Gad là màn trình diễn xuất sắc nhất trong số đó".

### Tranh cãi
Không dừng lại ở đây, Artemis Fowl tiếp tục vấp phải nhiều quan điểm không đồng tình về việc xa rời nội dung nguyên tác. Nhà phê bình Steve Rose đến từ The Guardian đã chỉ trích dàn diễn viên "mù màu" của bộ phim. Anh gay gắt nhận định việc tuyển chọn Butler, nhân vật lai Á-Âu trong sách gốc "không đẹp mắt khi chọn một anh chàng có gia đình đã phục vụ triều đại Fowl da trắng trong nhiều thế hệ với tư cách là một gã da đen", đồng thời hướng mũi dùi sang Holly Short, dù cô được tạo tác nguyên bản là sở hữu nước da "màu nâu sẫm", thế nhưng trên thực tế đội ngũ làm phim lại để cho một diễn viên da trắng thủ vai. Về phía Artermis Fowl, cậu vốn là một thiên tài tội phạm công nghệ độc ác nhưng khi chuyển thể lên màn ảnh thì lại bị "tẩy trắng" nhân cách. Phân đoạn Artemis cùng vệ sĩ Butler đến Thành phố Hồ Chí Minh để tìm một cuốn sách của nàng tiên đang đóng giả làm bà già chữa bệnh cũng bị cắt sạch. Trong khi đây lại là cảnh quan trọng bám sát nguyên tác thể hiện Artemis dưới góc độ tăm tối và xấu xa. Nhiều nhà phê bình cho biết một số tình tiết trong phim khó hiểu đến mức có cảm giác như "cảnh bị mất" đã rơi rớt ở đâu đó. Đạo diễn Kenneth Branagh từng giải thích rằng sẽ có một số thay đổi lớn đối với nhân vật chính Artemis nhằm giúp khán giả dễ đồng cảm với cậu hơn, do lo ngại rằng người xem sẽ không chấp nhận phiên bản gian ác của Artemis trong tập truyện đầu.

### Giải thưởng
Ferdia Shaw đã nhận được đề cử cho hạng mục Màn Trình Diễn Xuất Sắc Nhất Trong Phim Phát Trực Tuyến - Nam Diễn Viên Tuổi Teen tại Giải Nghệ Sĩ Trẻ vào năm 2021. Bên cạnh đó, website giải trí Collider đã đưa Artemis Fowl vào danh sách "Phim Gốc Hay Nhất Trên Disney Plus" của họ.